# Drei alte Schachteln
Drei alte Schachteln ist eine Operette in einem Vorspiel und drei Akten von Walter Kollo. Das Libretto verfasste Herman Haller. Rideamus alias Fritz Oliven steuerte die Liedtexte bei. Uraufführung war am 6. Oktober 1917 am Theater am Nollendorfplatz in Berlin.

## Orchester
Zwei Flöten, zwei Oboen, zwei Klarinetten, zwei Fagotte, drei Hörner, zwei Trompeten, drei Posaunen, eine Harfe, Schlagwerk und Streicher

## Handlung
Die Operette spielt in Potsdam Anfang des 19. Jahrhunderts.

### Vorspiel
Bild: Salon in der Krügerschen Villa
Die junge Charlotte Krüger wartet sehnsuchtsvoll auf ihren Liebhaber, den Referendar Klaus Kersting, der für heute seinen Besuch bei ihr angekündigt hat. Sie glaubt, er wolle ihr den schon lange fälligen Heiratsantrag machen. Darin wird sie allerdings bitter enttäuscht, als Kersting endlich kommt; denn sein Besuch dient einzig dem Zweck, sich von ihr zu verabschieden. Er hat sich der Armee verpflichtet und wird mit ihr in den Krieg ziehen.

### Erster Akt
Bild: Salon in der Krügerschen Villa
Zehn lange Jahre sind inzwischen vergangen. Klaus Kersting hat bei der Armee Karriere gemacht. Als Hauptmann kehrt er aus dem Krieg zurück. Bei ihm ist sein Freund Cornelius Hasenpfeffer, der immer noch das ist, was er schon zu Beginn des Krieges war: Sergeant. Gemeinsam suchen sie die Wohnung der beiden Schwestern Charlotte und Ursula Krüger in Potsdam auf. In deren Haus wohnt auch Auguste, die Köchin. Dieser hatte Cornelius Hasenpfeffer vor Kriegsbeginn die Ehe versprochen.
Seltsamerweise zeigt sich Klaus Kersting überrascht, dass seine Charlotte nicht mehr so jung und knackig ist wie damals, als er sie das letzte Mal sah. Und Cornelius Hasenpfeffer ergeht es nicht anders beim Blick auf seine Verlobte. Den beiden Schwestern und ihrer Haushaltshilfe bleibt allerdings nicht verborgen, was in den Köpfen der Männer vor sich geht. Sie geben ihnen deshalb einen Korb, nachdem sie von den Soldaten zum morgen stattfindenden Regimentsball eingeladen worden sind.
Kaum sind die „drei alten Schachteln“ wieder unter sich, entschließen sie sich, jetzt grad zum Trotz an dem Ball teilzunehmen.

### Zweiter Akt
Bild: Ballsaal im Regimentskasino
Der festliche Ball hat begonnen. Eine vornehm gekleidete junge Dame zieht das Interesse Kerstings auf sich, und das ist auch von ihr so beabsichtigt. Bei der Dame handelt es sich um keine andere als um Charlotte Krüger. Mit allen Finessen der weiblichen Kunst hat sie es fertig gebracht, um einige Jahre jünger auszusehen. Klaus Kersting fordert sie zum Tanz auf. Als er sie auf die „Ähnlichkeit“ mit Charlotte anspricht, gibt sich die Dame als deren Nichte „Dörthe“ aus, die erst gestern Abend in Potsdam eingetroffen sei, um ihre Tanten zu besuchen. „Dörthe“ versteht es glänzend, die Gefühle des „fremden“ Mannes in Wallung zu bringen. Als er aber einen Kuss von ihr fordert, lässt sie ihn wissen, dass sie nur hierher gekommen sei, um einen zu ihr passenden jungen Mann zu finden und nicht so einen alten Kracher wie ihn. Kersting resigniert und verfällt in Melancholie.
Unterdessen entpuppt sich Cornelius Hasenpfeffer als wahrer Schwerenöter, sodass seine Verlobte beschließt, ihm gründlich auf die Finger zu schauen, falls es doch noch einmal zu der von ihm schon lange versprochenen Eheschließung kommen sollte.

### Dritter Akt
Bild: Wieder in der Krügerschen Villa
Tags darauf tauchen Klaus Kersting und Cornelius Hasenpfeffer erneut in der Wohnung der „drei alten Schachteln“ auf. Im Gespräch mit Charlotte wird Kersting bald klar, dass sie ihn gestern gründlich an der Nase herumgeführt hat, denn die beiden Krüger-Schwestern haben überhaupt keine Nichte. Sein Herz ist aber erneut für Charlotte entflammt. Als die beiden hören, wie die Köchin Auguste und ihr Cornelius bereits Hochzeitspläne schmieden, überlegen auch sie sich, wann sie am besten vor den Traualtar treten sollen. Nur Ursula, die ältere der beiden Schwestern, hat wieder einmal das Nachsehen.

## Musik
In der typischen Berliner Operette dominieren Marschlieder, fröhliche Walzer und freche Couplets. Die bekanntesten davon sind Solang noch Unter‘n Linden die alten Bäume blühn, kann nichts uns überwinden, Berlin bleibt doch Berlin und Ach Jott, wat sind de Männer dumm, zwei Lieder, die zu volkstümlichen Schlagern geworden sind und auch heute noch in Wunschkonzerten verlangt werden. Als weitere musikalische Höhepunkte seien erwähnt:
- Was nützt denn dem Mädchen die Liebe
- Ihr gold’nen Locken, ihr blauen Sterne
- Knospe wird Blüte, und Blüte will reifen
- Drei alte Schachteln, die gehen zum Ball
- Walzer hat mir’s angetan

## Tonträger
CD bei EURODISC (Aufnahme von 1993) mit Barbara Schöne, Regina Klepper, Hermann Prey, René Kollo, Christiane Vetter und dem Deutschen Filmorchester Babelsberg unter der Leitung von Roland Seiffarth